# Graduation ~Singles~
Graduation ～Singles～ es el primer álbum compilación de la cantante japonesa Nami Tamaki, lanzado al mercado el día 29 de noviembre del año 2006 bajo el sello Sony Music Entertainment Japan.

## Detalles
Este álbum fue lanzado como un obsequio más que nada para la misma Nami, que finalmente se gradúa en marzo de 2007 como estudiante destacada, y por eso también el álbum fue titulado de esta forma.
Contiene todos los sencillos lanzados por la cantante desde "Believe" a "Sanctuary, así como también incluye un DVD de bonus con todos los videos de cada respectivo single excepto de "Sunrize". Primeras ediciones del álbum incluyeron un tema previamente inédito, "19 GROWING UP -ode to my buddy-", así como también una caja especial de color blanco que contenía al álbum más un libro de cuarenta páginas en total con textos y fotografías, relatando la historia de Nami hasta este periodo. Las canciones presentes en el álbum son exactamente las mismas que anteriormente fueron incluidas en los singles y álbumes de estudio que Nami había lanzado al mercado, y no sufrieron por ningún tipo de remasterización para ser contenidas en este disco. Primeras ediciones de ambas versiones también incluyeron un boleto de reserva para el concierto que Nami realizaría en honor a este álbum y su graduación, llamado simplemente "My Graduation".
El DVD también incluye la primera presentación de Nami sobre un escenario con la canción "FULL MOON PRAYER", que fue exactamente el 26 de marzo del año 2002 cuando la joven aspiraba a ganar una carrera como cantante bajo el sello Sony. Se desconoce si alguna vez esta canción fue grabada en un estudio de grabación, pero no ha sido incluida en ningún disco de audio de Nami, y está sólo disponible en la versión presente aquí.
El álbum tuvo un éxito considerado moderado en Japón. Tras terminar su primera semana a la venta había debutado en el puesto n.º 6 de las listas semanales de Oricon, vendiendo unas cincuenta mil copias aproximadamente. Actualmente ya ha vendido más de ochenta mil unidades.

## Canciones

### CD
1. Believe
2. Realize
3. Prayer
4. Shining Star ☆Wasurenai Kara☆ (Shining Star ☆忘れないから☆?)
5. Daitan ni Ikimashou ↑Heart & Soul↑ (大胆にいきましょう↑Heart & Soul↑?)
6. Reason
7. Fortune
8. Heroine
9. Get Wild
10. MY WAY
11. Sunrize
12. Result
13. Sanctuary
Pista adicional
14. 19 GROWING UP -ode to my buddy-

### DVD
1. FULL MOON PRAYER ～from Sony Music Audition (2002.03.26)～
2. Believe
3. Realize
4. Prayer
5. Shining Star ☆Wasurenai Kara☆ (Shining Star ☆忘れないから☆?)
6. Daitan ni Ikimashou ↑Heart & Soul↑ (大胆にいきましょう↑Heart & Soul↑?)
7. Reason
8. Fortune
9. Heroine
10. Get Wild
11. MY WAY
12. Result
13. Sanctuary

- Datos: Q3050414